# Заславське водосховище
Засла́вське водосхо́вище (біл. Заслаўскае вадасховішча) — друга за величиною штучна водойма Білорусі. Інша назва — Мінське море (біл. Менскае мора). Розташоване за 10 км на північний захід від Мінська, на північно-східних схилах Мінської височини на висоті 212 м.
Утворене в 1956 греблею на річці Свіслоч для боротьби з паводками в Мінську та регулювання стоку річки. Входить до складу Вілейсько-Мінської водної системи.
Площа — 31,1 км², довжина — 10 км, найбільша ширина — 4,5 км, найбільша глибина — близько 8 м, середня глибина — 3,5 м. Об'єм — 108,5 млн м³. 10 островів. Водозбір (562 км²) горбистий, розчленований лощинами та ярами, складений переважно піщано-глинистими ґрунтами, у зниженнях — торфовища.
Довжина берегової лінії — 55 км. Схили улоговини пологі, на півдні й півночі задерновані, на сході й заході покриті змішаним лісом, при впаданні річки Вяча заболочені.
Чаша Заславского водоймища до затоплення була заболоченою заплавою річок Свіслоч, Вяча, Ратомка й Чернявка. Замерзає в першій половині грудня, скресає в середині квітня. Товщина льоду 50—70 см. Мінералізація води 190—340 мг/л. Заростає в східній частині (осока, пухирчаста лепеха, ряска). Живуть окунь, йорж, плотва, щука, верховодка й ін.
Гідрологічні спостереження ведуться з 1959. Місце відпочинку. При впаданні річки Свіслоч — місто Заславль.